# مارکو آنجلتی
مارکو آنجلتی (انگلیسی: Marco Angeletti؛ زادهٔ ۱۹ فوریهٔ ۱۹۸۶) بازیکن فوتبال اهل ایتالیا است.
از باشگاه‌هایی که در آن بازی کرده‌است می‌توان به باشگاه فوتبال ویرتوس لانچانو و باشگاه ورزشی لاتزیو اشاره کرد.